# Pisutiella
Pisutiella is een geslacht van korstmossen behorend tot de familie Teloschistaceae. De typesoort is Pisutiella conversa.

## Geslachten
Volgens Index Fungorum telt het geslacht vijf soorten (peildatum december 2023):
| Soortnaam               | Auteur(s)                                              | Publicatiejaar |
| ----------------------- | ------------------------------------------------------ | -------------- |
| Pisutiella congrediens  | (Nyl.) S.Y. Kondr., Lőkös & Farkas                     | 2020           |
| Pisutiella conversa     | (Kremp.) S.Y. Kondr., Lőkös & Farkas                   | 2020           |
| Pisutiella grimmiae     | (Nyl.) S.Y. Kondr., Lőkös & Farkas                     | 2020           |
| Pisutiella ivanpisutii  | (S.Y. Kondr., Lőkös & Hur) S.Y. Kondr., Lőkös & Farkas | 2020           |
| Pisutiella phaeothamnos | (Kalb & Poelt) S.Y. Kondr., Lőkös & Farkas             | 2020           |